# Rocca Santo Stefano
Rocca Santo Stefano là một đô thị ở tỉnh Roma trong vùng Latium thuộc Ý, có cự ly khoảng 45 km về phía đông của Roma. Tại thời điểm ngày 31 tháng 12 năm 2004, đô thị này có dân số 983 người và diện tích là 9,7 km².
Rocca Santo Stefano giáp các đô thị: Affile, Bellegra, Canterano, Gerano, Subiaco.